# Бейлик (Лачынский район)
Бейлик (азерб. Bəylik) — село в Забухском сельском административно-территориальном округе Лачинского района Азербайджана.

## География
Сёла Забух, Бейлик, Гызыджа и Сус входят в состав Забухского сельского административно-территориального округа Лачинского района. Село Забух является центром этого сельского административно-территориального округа.

## История
Лачинский район был занят армянскими вооружёнными формированиями в 1992 году во время Первой Карабахской войны.
Село Бейлик было официально взято на учёт законом Азербайджана от 5 октября 1999 года.
Согласно трёхстороннему заявлению, подписанному в ночь с 9 по 10 ноября 2020 года, по итогам Второй Карабахской войны 1 декабря 2020 года Лачинский район был возвращён Азербайджану. 
26 августа 2022 года под контроль Азербайджана были возвращены также и территории в районе города Лачин, сёл Забух и Сус.

### Строительные работы после войны
27 мая 2025 года с участием президента Азербайджана Ильхама Алиева село открыто после восстановления. 
Территория села составляет 29,6 гектар.
Действует клуб-общинный центр, в котором будут действовать различные кружки.
С целью обеспечения зелёной энергией на крыше зданий села установлены солнечные панели.
На май 2025 года в селе построен 91 частный дом. Из них 13 двух-, 50 – трёх-, 15 – четырёх-, 13 – пятикомнатные.
Проложены дороги, линии электропередачи, связи. Обеспечено газоснабжение.
Построен магистральный водопровод протяжённостью 4,36 км

## Население
В село уже заселены первые возвратившиеся вынужденные переселенцы. 
Всего в село планировалось переселить 90 семей из 360 человек или 91 семей.
27 мая 2025 года президент Азербайджана Ильхам Алиев вручил ключи 10 семьям, переселившимся в село. 29 мая в село переселились 41 семья из 163 человек, с учётом этих жителей на эту дату в село в общем переселились 51 семья из 210 человек. 31 мая в село переселились 38 семей из 153 человек, с учётом этих жителей на эту дату в село в общем переселились 89 семей из 363 человек.

## Галерея